# 罗伯特·内勒
罗伯特·布拉克·内勒 （英語：Robert Blake Neller，1953年2月9日—），美国海军陆战队退役上将，现为37任美国海军陆战队司令，之前为陆战队部队司令部司令，于2015年9月24日任现职，2019年7月11日退役
内勒上将毕业于弗吉尼亚大学，于1975年通过陆战队军官候补学校排长课程获得军官委任。

## 军旅生涯

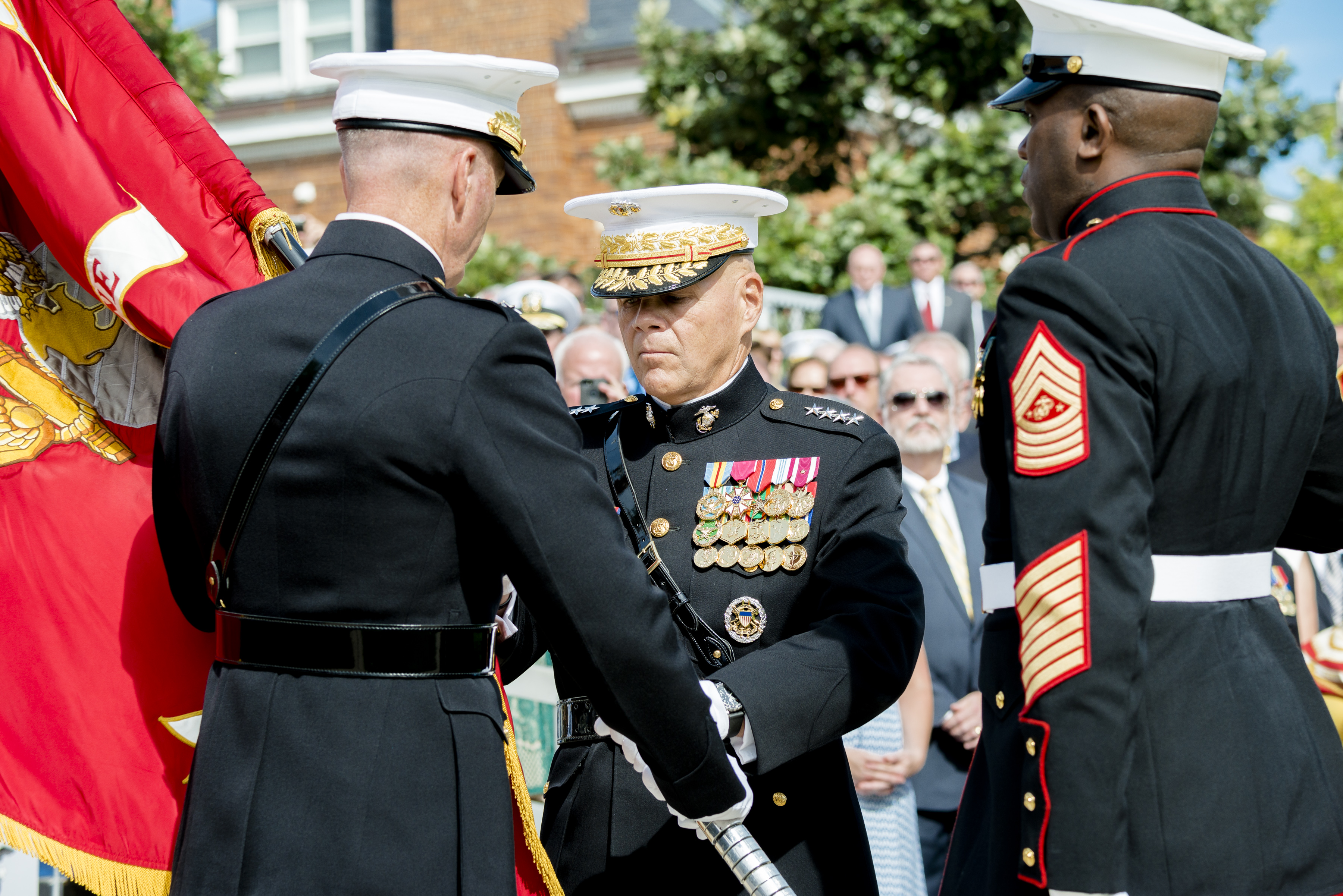
内勒上将在海军陆战队司令交接仪式上从前任司令邓福德上将中接過海军陆战队旗

内勒完成基础学校学习后，1976年4月首次分配到部队，在第3陆战师4团3营L连担任步兵排排长、武器排排长，连长等职；1977年6月回到美国本土，在圣地亚哥陆战队新兵训练营担任新兵服务参谋、副官、专项训练股股长等职，并在1980年1月晋升为上尉；1980年5月，调到彭德爾頓營海軍陸戰隊基地，在第1陆战师作为评估参谋参与了反装甲评估测试，并在师部任职，随着评估测试工作的结束，担任了第1团1营A连连长，为期1年半，期间随部部署到冲绳；1982年10月至1983年5月，在陆军诺克斯堡完成了高级装甲军官课程，然后在基础学校担任学员队主任参谋和战术教官。
1986年6月1日，内勒晋升少校，调到陆战队总部，在特别项目处工作。1988年7月，内勒派赴巴拿马担任陆战队安保连连长，参加了美国入侵巴拿马。1990年夏天回到了匡提科，在陆战队指挥参谋学院学习，完成学习后，回到了第1陆战师，担任师直属的第3轻装甲侦察营营长，并于1992年8月晋升中校，与1992年12月至1993年2月率部派赴索马里，参与了“恢复希望行动”；1993年6月至1994年1月，担任第1陆战师第7团主任参谋，之后前往意大利罗马，进入北约防务学院学习。为期半年的学习完成后，接下来3年都在比利时为欧洲盟军最高司令部工作，在政策处担任参谋。随后进入了美軍參謀學院（後稱聯合部隊參謀學院）学习，之后部署到波黑，在维和部队工作。1997年4月提名晋升上校，当年8月调往勒热纳陆战队军营，在陆战队第二远征军总部担任作战处长，当年10月晋升上校。1998年7月至2000年7月，在第1陆战师担任第6团团长，完成2年任期后，在师部担任作战处长。
2001年3月，内勒入列准将晉升提名名單，并于当年6月担任第1陆战师副师长；2002年7月，回到陆战队总部，在计划政策作战副司令麾下担任作战部长；2005年9月，调到第一遠征軍前锋担任作战副司令；2006年2月至2007年2月部署到伊拉克，参与伊拉克战争，2007年1月晋升为少将；短暂担任第1海军陆战师副师长后，2007年6月担任第3陆战师师长，之后担任了海军陆战队大学校长；2011年1月11日晋升为中将，在联合参谋部担任作战总监；2012年7月，担任陆战队中央司令部司令；2014年8月担任陆战队部队司令部司令，接替退役的泰伦中将；2015年9月担任第37任美国海军陆战队司令。
2015年7月1日，独立日假期前美国国防部召开的新闻发布会中，美国国防部长阿什顿·卡特宣布奥巴马
总统选择提名时任陆战队部队司令部司令兼陆战队欧洲司令部司令的内勒为美国海军陆战队司令，接替将出任参谋长联席会议主席的约瑟夫·邓福德上将，7月15日美国参议院正式收到了总统的提名，7月23日内勒在参议院军事委员会举行的听证会上作证，8月5日提名在参议院通过，9月24日内勒与邓福德进行了交接仪式，内勒晋升并将并担任第37任海军陆战队司令。

## 荣誉

### 外国勋章奖章
- 旭日大绶章（日本，2019年11月3日公布[9]）